# トミー・ティリカイネン
トミー・ティリカイネン（原語表記・Tommi Tiilikainen、1987年6月2日 - ）はフィンランドの元バレーボール選手で現指導者である。

## 来歴
ティリカイネンは若年ながらフィンランドバレーボール球界において、多くの選手、指導者、コメンテイターたちから最も偉大なそして成功を収めた監督の一人として尊敬を集めている。ティリカイネンは23歳でKuortane sports training centerのコーチとなり、同時にフィンランドユース代表コーチにも就任して指導者歴を歩み始めた。2年後、フィンランドバレーボールリーグ所属のKokkolan Tiikerit（英語版）と契約して監督となった。これはフィンランドバレーボールリーグ史上最年少の監督就任である。同シーズンのリーグ制覇を果たし、フィンランドのスポーツ界では最年少記録でもある。以来、チームを4年間でフィンランドバレーボールリーグ優勝に3度導き（2013年、2014年と2016年）、フィンランドカップ優勝も3度果たした。
Kokkolan Tiikeritで素晴らしい実績をあげたあと、ティリカイネンはドイツ・ブンデスリーガのSW Duren（英語版）と契約。さらに2017/18シーズンからはV・プレミアリーグ豊田合成トレフェルサ（現・ウルフドッグス名古屋）のファーストコーチでゲーム監督を務める。同チームで4シーズン監督を務めた。
2021年、韓国Vリーグの仁川大韓航空ジャンボスに移籍し監督に就任。自身の下でコーチを務めているカスペル・ヴォリネンも共にコーチとして移籍した。

## 選手歴
ティリカイネンは前途有望な若手選手と目されていた。ユース代表として活躍するとともに、19歳でシニア代表にも選出された。同時期に背中を負傷してしまう。医師たちも完治させることを断念した。数年後に1シーズンだけフィンランドバレーボールリーグでプレーしたが、満足な成績を残せず現役生活を諦めざるを得なかった。

## 指導者歴
- 2010-2012年 フィンランドユース代表コーチ
- 2012-2016年  Kokkolan Tiikerit（英語版）
- 2016-2017年  SW Duren（英語版）
- 2017-2021年  豊田合成トレフェルサ
- 2021年-  仁川大韓航空ジャンボス